# Relaciones España-Samoa
Las Relaciones España-Samoa son las relaciones internacionales entre estos dos países. Samoa no poseen embajada residente en España, pero su embajada en Bruselas está acreditada para España. España tiene un consulado honorario en Apia, además su embajada residente en Nueva Zelanda está acreditada para Samoa.

## Relaciones diplomáticas
España mantiene relaciones con Samoa desde 1980 y la Embajada en Nueva Zelanda está acreditada ante Samoa.

## Cooperación
La Unión Europea asiste a Samoa desde 1975 y se ha enfocado originalmente en ayudas para energías renovables. Más recientemente, y como partes firmantes del Acuerdo de Cotonú, ha cambiado la orientación hacia la provisión de agua potable e instalaciones sanitarias y el manejo de recursos hídricos en áreas rurales.
A su vez el Banco Europeo de Inversiones ha otorgado préstamos al Banco de Desarrollo de Samoa quién los canaliza en proyectos de transporte y energía así como en micro-proyectos de comunidades en salud, agricultura, educación y turismo.
El 29 de marzo de 2012 el Banco Mundial aprobó un plan de asistencia llamado “Country Partnership Strategy” por el cual se disponen 100 millones de USD en financiación preferencial y donaciones durante los próximos 5 años. En febrero de 2013 la Unión Europea aprobó el desembolso de 1,8 millones € como ayuda humanitaria para las comunidades afectadas por el ciclón tropical Evan que azotó las islas entre el 13 y el 17 de diciembre de 2012 causando muertos y la destrucción de más de 7.600 viviendas.
En 2012 se publicó un comunicado de la UE anunciando la renovación del Partenariado para el Desarrollo en el Pacífico, en el que se mejoraban los procedimientos para hacer efectivas las ayudas internacionales focalizando de forma más precisa los envíos humanitarios. Para el periodo 2009-2013, el presupuesto de ayuda de la UE, financiado por el EIB, llegó a ascender a 37 millones de euros, pero en las orientaciones generales de cooperación del periodo 2014-2020, a pesar de que fue previsto un programa de cooperación mucho más complejo, el presupuesto se redujo a 20 millones (aunque se sigue reservando una segunda provisión de cantidad por determinar para cubrir imprevistos).
La mayor parte de la ayuda, hasta un 86% (17.200.000€), está dedicada al apoyo del programa del gobierno samoano “Water for Life 2012-2016”, que se enmarca en la “Estrategia Nacional por el Desarrollo de Samoa” en colaboración con la sociedad civil. Dicha estrategia está dirigida principalmente a mejorar la provisión de agua en todo el país, esperando reducir el nivel de pobreza y las enfermedades provocadas por la contaminación del agua.
Actualmente, el gobierno de Samoa garantiza el acceso al agua a todos sus ciudadanos, pero en ocasiones ésta apenas cumple las condiciones sanitarias y no está tratada contra la fiebre tifoidea que es endémica del estado isleño. Este problema se ha visto incrementado por las catástrofes naturales como el tsunami de septiembre de 2009 o el ciclón Evans o la crisis global. Sin embargo, el apoyo europeo está, como es evidente, sujeto acondicionalidades de reformas que tiene que emprender el gobierno samoano en el sector: una reforma institucional en la Autoridad del Agua Samoana para incluiral sector privado; cambios en la administración con la creación de una Unidad de Coordinación del Sector del Agua; así como ejercer un estricto control sobre la implementación.
El 10% restante – hay un 4% de gastos de implementación - (2.000.000€), está dirigido a construir una sociedad civil sólida en el país que actúe como fiscalizador de la actuación del gobierno. La Unión Europea reconoce la presencia de una sociedad civil creciente en Samoa, pero quiere dotarla de más recursos para llevar a cabo esta tarea, favoreciendo también cuestiones de género.
Con tal de recibir apoyo de la UE, Samoa, desde finales de 2008, ha estado implementando profundas reformas económicas incluidas en un Public Finance Management (PIF) Reform Plan, que se actualizaron en febrero de 2011. En febrero de 2013, un informe de seguimiento de la Unión confirmó que este país había llevado a cabo “progresos razonables”.
Además de la cooperación al desarrollo en el campo de la salud pública, Samoa y la Unión Europea han colaborado en otro programa dirigido específicamente a la Asistencia a la Sociedad Civil (3 millones de euros) y en el Programa Medios para la Democracia y los Derechos Humanos (193.334€) implementado por el Instrumento Europeo para la Democracia y los Derechos Humanos. Asimismo, se han establecido ventajas al comercio (Everything But Arms, compensaciones…)